# Augochlora microsticta
Augochlora microsticta är en biart som beskrevs av Jesus Santiago Moure 1943. Augochlora microsticta ingår i släktet Augochlora och familjen vägbin. Inga underarter finns listade.